# Route 16 (Nouvelle-Écosse)
La route 16 est une route principale de la Nouvelle-Écosse située dans le sud-est de la province, dans la région de Guysborough et de Canseau. Elle traverse une région boisée tout en suivant la côte de la Baie de Chedabucto et de l'Océan Atlantique sur 79 km (49 mi).

## Description du tracé
La route 16 débute à Monastery, à une intersection avec la route 4. Elle se dirige d'abord vers le sud sur 30 km (19 mi) pour rejoindre la Baie de Chedabucto. Elle bifurque vers l'ouest pour traverser la rivière Milford Haven et rejoint Guysborough, ville qu'elle traverse en étant la rue principale. Plus au sud, elle bifurque vers l'est pour le reste de son parcours.
La route traverse ensuite de nombreuses villes côtières, soit Halfway Cove, Queensport et Half Island Cove. Elle rejoint ensuite la ville de Canseau, la ville la plus à l'est de la Nouvelle-Écosse excluant le Cap-Breton. Elle se termine dans cette ville, alors qu'elle croise la rue Union.

## Intersections majeures
| Comté       | Ville     | km    | Destinations                                                   | Notes                        |
| ----------- | --------- | ----- | -------------------------------------------------------------- | ---------------------------- |
| Antigonish  | Monastery | 0,00  | Route 4 vers Route 104 – Antigonish, Havre-Boucher, Cap-Breton |                              |
| Guysborough | Boylston  | 22,70 | Route 344 nord – Mulgrave                                      | Terminus sud de la Route 344 |
| Guysborough |           | 62,90 | Route 316 nord – Port Felix, Goldboro, Goshen, White Head      | Terminus sud de la Route 344 |
| Guysborough | Canseau   | 79,20 | Union Street                                                   |                              |
|             |           |       |                                                                |                              |